# Arsénio Pereira da Silva

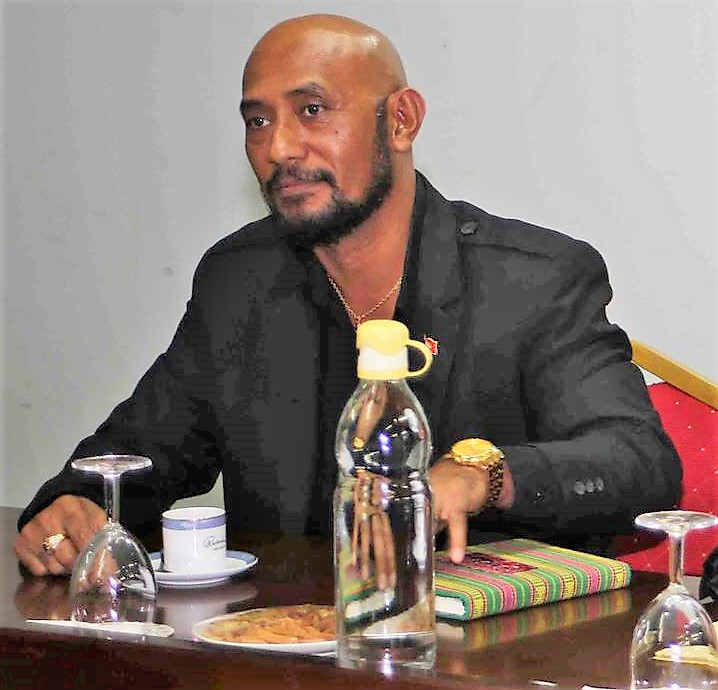
Arsénio Pereira da Silva (2019)

Arsénio Pereira da Silva (* 10. Mai 1973 in Tutuala, Portugiesisch-Timor) ist ein osttimoresischer Politiker.

## Werdegang
Arsénio Pereira da Silva wurde als viertes von sieben Kindern von Felis Pereira und Julita da Silva geboren. Er hat eine Schwester und fünf Brüder. Silva besuchte die Grundschule in Tutuala und die Sekundarschule in Lospalos. Danach ging er von 1991 bis 1995 an eine Schule in Dilis Stadtteil Becora. Schließlich folgte ein Studium an der Universität im indonesischen Malang, das er aber nicht abschloss, da er sich im osttimoresischen Widerstand in der Studentenorganisation Rental engagierte. So gehörte Silva zu den Teilnehmern der Demonstration am 12. November 1991, die im Santa-Cruz-Massaker endete und zu den friedlichen Besetzern verschiedener Botschaften in Jakarta. Zurück in Osttimor begann er 1998 für die Nichtregierungsorganisation USI Satunama zu arbeiten, wo er Projekten für Landwirtschaft und sauberes Trinkwasser in Laclubar, Manatuto und Laclo betreute.
Mit dem Netzwerk von Rental arbeitete Silva bis zum Unabhängigkeitsreferendum 1999. Nach dem Referendum floh er wegen der indonesischen Vergeltungsaktion mit seiner Familie zurück in seine Heimat nach Tutuala, wo er fünf Monate blieb. Nachdem sich die Situation wieder einigermaßen stabilisiert hatte, arbeitete Silva mit den Resten von Satunama, um seiner Heimatgemeinde zu helfen. Häuser wurden neu errichtet und für die Kinder Bücher beschafft. 2001 wurde Silva Koordinator der Nichtregierungsorganisation Hasatil.
Ab 2005 nahm Silva an der Universidade da Paz (UNPAZ) im Fach Agrartechnologie sein Studium wieder auf. Parallel arbeitete er weiter für Hasatil, um Bauern bei der Steigerung des Ertrages zu unterstützen. 2007 machte er einen Abschluss. Außerdem arbeitete Silva auch bei der internationalen Organisation Lavia Kampuzina. Von 2010 bis 2013 war er hier gewählter Koordinator für Ostasien und besuchte in diesem Rahmen Mosambik und Südkorea.
Ab dem 1. September 2012  war Silva für zwei Legislaturperioden von drei Jahren, Executive Director des Forums der Nichtregierungsorganisationen Osttimors FONGTIL, einer Dachorganisation, welche die Arbeit von lokalen und internationalen Nichtregierungsorganisationen im Lande koordiniert und diese mit Informationen versorgt.

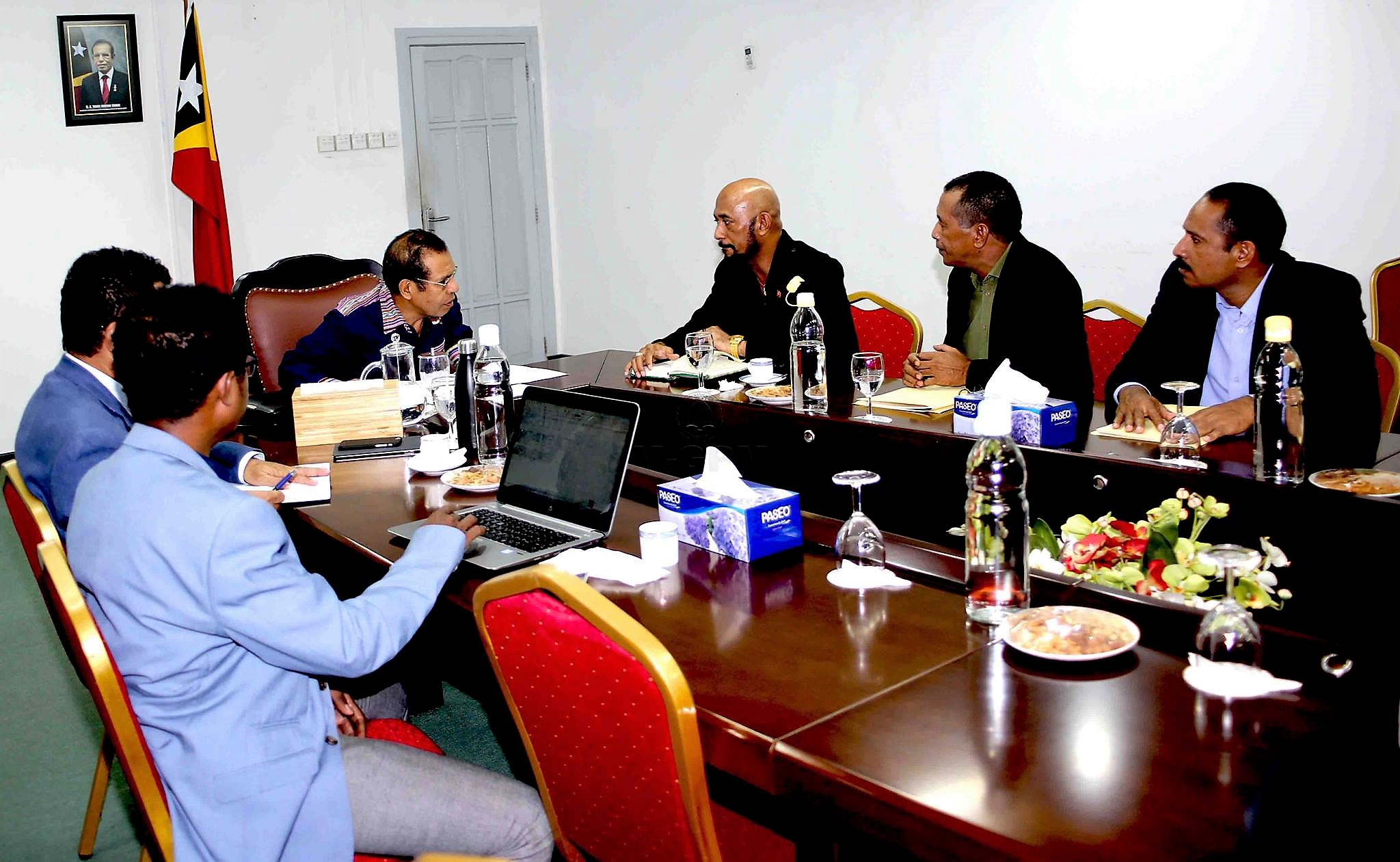
Sitzung mit Premierminister Taur Matan Ruak (2019)

Bei den Parlamentswahlen in Osttimor 2012 trat Silva auf dem aussichtslosen Platz 44 der Liste der Frenti-Mudança an.
In der VIII. konstitutionelle Regierung Osttimors unter Premierminister Taur Matan Ruak wurde Silva als Vertreter der Partei Congresso Nacional da Reconstrução Timorense (CNRT) Staatssekretär für Kooperativen (SECOOP). Die Vereidigung fand am 22. Juni 2018 statt. Nach Auseinanderbrechen des AMP 2020 wurden die Regierungsmitglieder des CNRT aufgefordert, von ihren Ämtern zurückzutreten. Silva kam dieser am 25. Mai nach.
Am 1. Juli 2023 wurde Silva in der IX. Regierung Osttimors von Premierminister Xanana Gusmão, wieder als Staatssekretär für Kooperativen vereidigt.